# Верхопольское сельское поселение
Верхопо́льское сельское поселение — муниципальное образование в западной части Карачевского района Брянской области. Административный центр — посёлок Тёплое.
Образовано в результате проведения муниципальной реформы в 2005 году, путём преобразования дореформенного Верхопольского сельсовета.

## Население
| 2010 | 2011  | 2012  | 2013  | 2014  | 2015  | 2016  | 2017  | 2018 |
| ---- | ----- | ----- | ----- | ----- | ----- | ----- | ----- | ---- |
| 1095 | ↘1093 | ↘1075 | ↘1054 | ↘1043 | →1043 | ↘1019 | ↘1006 | ↘985 |
| 2019 | 2020  | 2021  |       |       |       |       |       |      |
| ↘967 | ↘952  | ↗1011 |       |       |       |       |       |      |

## Населённые пункты
| №  | Населённый пункт | Тип     | Население |
| -- | ---------------- | ------- | --------- |
| 1  | Тёплое           | посёлок | ↘506      |
| 2  | Верхополье       | село    | ↗173      |
| 3  | Воронинка        | деревня | ↘3        |
| 4  | Гощь             | село    | ↘300      |
| 5  | Липовка          | деревня | ↘40       |
| 6  | Малая Осиновка   | деревня | →0        |
| 7  | Морозовка        | деревня | ↘4        |
| 8  | Ольховка         | деревня | ↘3        |
| 9  | Осиновые Дворики | деревня | ↘2        |
| 10 | Приютово         | деревня | ↘2        |
| 11 | Сергеевка        | деревня | ↘4        |
| 12 | Фроловский       | посёлок | ↗1        |
| 13 | Хацунь           | деревня | ↘7        |
| 14 | Царёво Займище   | деревня | ↘9        |